# Hou Yifan
Hou Yifan (chin. 侯逸凡; Hóu Yìfán, * 27. Februar 1994 in Xinghua, Provinz Jiangsu) ist eine chinesische Schachspielerin. Sie war von 2010 bis 2012, von 2013 bis 2015 sowie von 2016 bis 2017 Schachweltmeisterin, entschloss sich aber, am bestehenden Weltmeisterschafts-Zyklus der Frauen wegen Unzufriedenheit mit dem Turniermodus nicht mehr teilzunehmen. Seit März 2015 ist sie (mit einer Unterbrechung im August 2015) die Nummer 1 der FIDE-Weltrangliste der Frauen.

## Schachliche Erfolge
Hou Yifan gewann 2003 die Jugendweltmeisterschaft in der Altersklasse U10 weiblich und belegte im Jahr darauf in der Altersklasse U10 den dritten Platz. Bei ihrem Gewinn der chinesischen Frauenmeisterschaft 2007 war sie, 13-jährig, die jüngste Siegerin in der Geschichte dieses Wettbewerbs. Im März 2008 gewann sie das Atatürk International Women Masters in Istanbul mit 7 Punkten aus 9 Partien. Im August 2008 erregte sie besondere Aufmerksamkeit, da sie als 14-Jährige bei der Junioren-Weltmeisterschaft (U20) statt im Mädchenturnier als einziges Mädchen im allgemeinen Juniorenturnier gegen männliche Konkurrenz spielte. Sie erreichte 9 Punkte aus 13 Partien und landete punktgleich mit vier weiteren Teilnehmern auf Platz 3-7. Die dabei erzielte Elo-Leistung von 2661 brachte ihr die zweite Großmeisternorm ein. Die erste hatte sie ein halbes Jahr vorher beim Moskauer Aeroflot Open erreicht.
Bei der Schacholympiade 2008 spielte sie am Spitzenbrett der chinesischen Frauenmannschaft und erzielte dabei 7,5 Punkte aus 11 Partien. Im April 2010 gewann Hou Yifan die 3rd Kuala Lumpur International Open Chess Championship mit 7,5 Punkten aus 9 Runden.
Nachdem sie zuvor bereits den Titel einer Frauengroßmeisterin innegehabt hatte, erreichte sie im September 2008 im Alter von 14 Jahren, 6 Monaten und 2 Tagen bei der Frauen-Weltmeisterschaft die dritte Norm für den allgemeinen Großmeistertitel, der ihr beim 79. FIDE-Kongress während der Schacholympiade in Dresden offiziell verliehen wurde. Damit wurde sie die bisher jüngste weibliche Trägerin dieses Titels. Gleichzeitig war sie als Nachfolgerin von Wesley So für einige Monate jüngster Großmeister überhaupt, bis sie in dieser Kategorie von Anish Giri abgelöst wurde, der im Februar 2009 seine dritte GM-Norm erzielte. Beim Tradewise Chess Festival 2012 in Gibraltar erzielte sie mit 8 Punkten aus 10 Partien eine Elo-Performance von 2872 und musste sich erst in einem Stichkampf um den Turniersieg über zwei Blitzpartien mit 0,5:1,5 gegen Nigel Short geschlagen geben. In diesem Turnier gelang ihr auch ein Sieg gegen Judit Polgár.
Hou Yifan qualifizierte sich viermal für den Schach-Weltpokal (2009, 2011, 2013 und 2015). Bei ihren ersten drei Teilnahmen scheiterte sie jeweils in der ersten Runde, 2015 setzte sie sich in der ersten Runde mit 2,5:1,5 gegen Rafael Leitão durch und unterlag in der zweiten Runde Şəhriyar Məmmədyarov mit demselben Resultat.
Beim Tradewise Chess Festival 2017 in Gibraltar sorgte Hou Yifan in der letzten Runde für einen Zwischenfall, als sie ihre Partie nach offensichtlichen Fehlzügen nach dem 5. Zug aufgab (1. g4 d5 2. f3 e5 3. d3 Dh4+ 4. Kd2 h5 5. h3 hxg4 0:1). Sie begründete ihre Spielweise damit, dass sie gegen die Ansetzungen der Partien protestieren wolle. Hou hatte in zehn Runden sieben weibliche Gegner und war der Ansicht, dies könne kein Zufall sein. Das sei einerseits unfair den anderen Spielerinnen gegenüber, andererseits hätten männliche Spieler bei gleicher Spielstärke gewöhnlich eine höhere Elo-Wertung und man nehme ihr damit die Möglichkeit, ihre eigene Wertung zu verbessern. Die Veranstalter wiesen die Vorwürfe zurück mit der Begründung, dass die Ansetzungen von einem Computer durchgeführt würden (siehe Schweizer System). Offenbar hatte Hou bereits zu einem früheren Zeitpunkt im Turnier ihren Unmut geäußert. Der Weltschachbund FIDE befasste sich im FIDE Arbiter's Handbook mit dem Fall und rekonstruierte die Gibraltar-Paarungen von Hand. Dabei wurde festgestellt, dass die seltsam anmutende Serie von Gegnerinnen tatsächlich korrekt ausgelost worden war; sowohl ein entsprechender Fehler im verwendeten Computerprogramm als auch eine Manipulation gegen Hou gelten laut FIDE somit als ausgeschlossen.
Trainiert wird Hou Yifan von den chinesischen Großmeistern Ye Jiangchuan und Yu Shaoteng.
| Hier fehlt eine Grafik, die leider im Moment aus technischen Gründen nicht angezeigt werden kann. Wir arbeiten daran! |

## Schachweltmeisterin
Bei der Frauen-Weltmeisterschaft 2008 in Naltschik schaltete Hou im Halbfinale nach Tiebreak die Favoritin K. Humpy aus, verlor jedoch das Finale gegen Alexandra Kostenjuk mit 2,5:1,5. Bei der im Dezember 2010 in Antakya ausgetragenen Frauenweltmeisterschaft schaltete sie im Halbfinale die Elo-Favoritin K. Humpy mit 1,5:0,5 aus und besiegte im Finale ihre Landsfrau Ruan Lufei mit 5:3. Sie ist damit die dreizehnte und bisher jüngste Schachweltmeisterin.
2011 gewann sie die Grand-Prix-Turniere der Frauen in Rostow am Don im August und Shenzhen im September, jeweils mit 8 Punkten aus 11 Partien. Beim Schach-Weltpokal 2011 schied sie in der ersten Runde mit 0:2 gegen Sergej Movsesjan aus. Im November 2011 verteidigte sie in Tirana ihren Weltmeistertitel durch ein 5,5:2,5 gegen K. Humpy. Im Juli 2012 gewann Hou Yifan das Grand-Prix Turnier in Dschermuk mit 7 Punkten aus 11 Partien und sicherte sich damit vorzeitig den Sieg in der Grand-Prix-Gesamtwertung 2011/2012.
Bei der Weltmeisterschaft 2012 in Chanty-Mansijsk, die mit 64 Spielerinnen im K.-o.-System ausgetragen wurde, schied Hou Yifan überraschend bereits in der zweiten Runde gegen Monika Soćko aus. Neue Weltmeisterin wurde Anna Uschenina. Durch ihren Grand-Prix-Sieg hatte sich Hou Yifan bereits für den nächsten Wettkampf um den Weltmeistertitel qualifiziert. Im September 2013 fertigte sie Uschenina in Taizhou mit 5,5:1,5 (+4 =3 −0) ab. Im April 2014 gewann sie das Grand-Prix-Turnier in Chanty-Mansijsk überlegen mit 8,5 Punkten aus 11 Partien. Auch beim Grand-Prix-Turnier in Lopota im Juni 2014 kam sie, mit 9 Punkten aus 11 Partien und einer Elo-Leistung von 2772, auf den ersten Platz.
Im Jahre 2015 trat sie wegen eines Terminkonflikts nicht zum K.-o.-Turnier um die Schachweltmeisterschaft an, wodurch sie ihren Titel kampflos verlor, war jedoch durch den Sieg beim FIDE Grand Prix der Frauen 2013–2014 als Herausforderin von Weltmeisterin Marija Musytschuk im für März 2016 angesetzten Zweikampf um den Titel qualifiziert. Diesen gewann sie mit 6:3 (+3 =6 −0).
Im Mai 2016 gab Hou bekannt, dass sie nicht weiter am laufenden Weltmeisterschafts-Zyklus der Frauen teilnehmen wolle. Als Grund gab sie an, dass sie unzufrieden mit dem Austragungsmodus sei und einen Modus ähnlich dem der allgemeinen Schach-Weltmeisterschaft bevorzugen würde.

## Nationalmannschaft

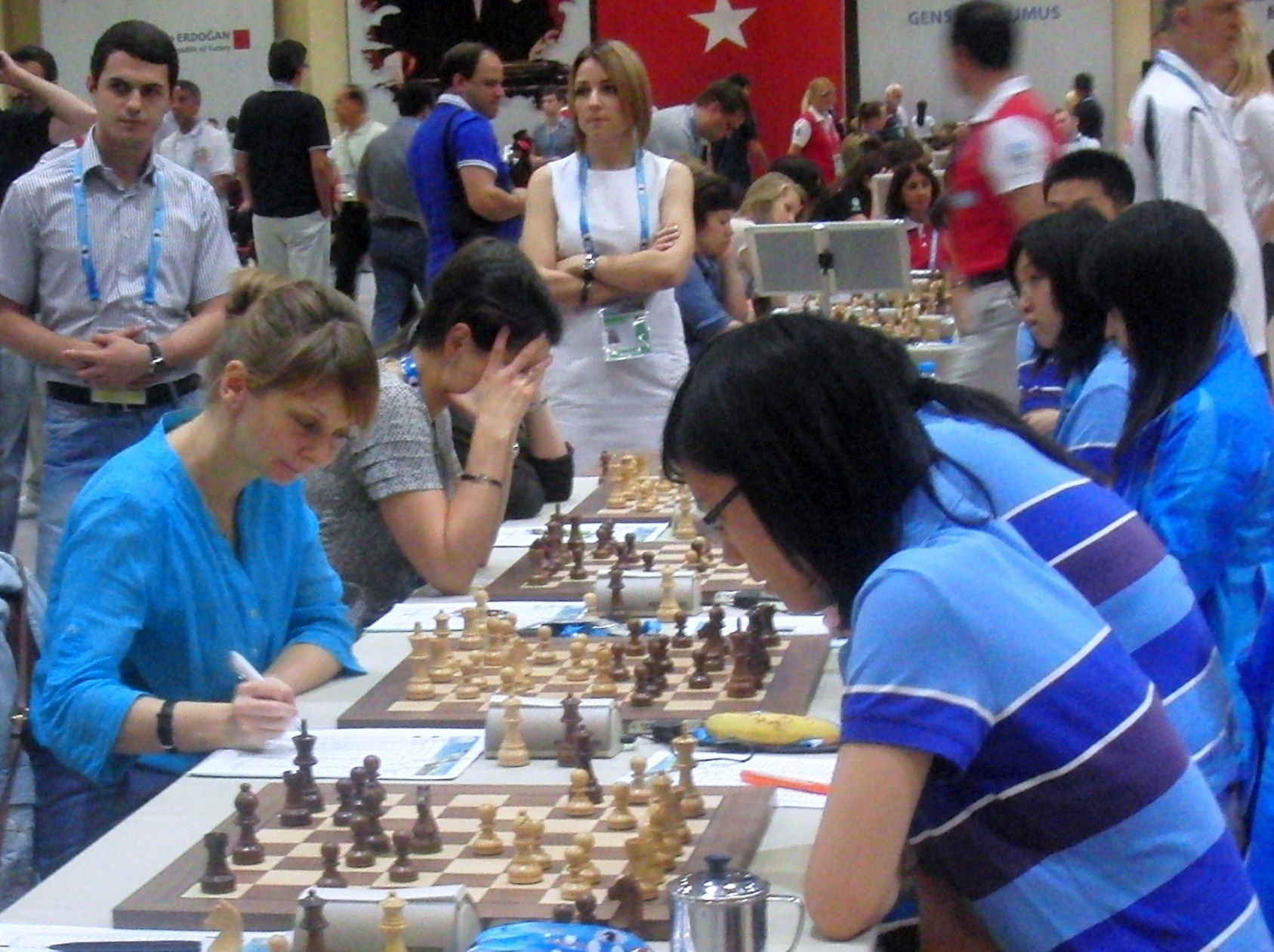
Nadeschda Kossinzewa (links Brett 2) und Hou Yifan (rechts Brett 1) Schacholympiade 2012 in Istanbul

Hou Yifan nahm mit der chinesischen Frauenmannschaft von 2006 bis 2016 an allen Schacholympiaden teil. Sie erreichte mit der Mannschaft einen ersten (2016), drei zweite (2010, 2012 und 2014) und einen dritten Platz (2006), in der Einzelwertung bei ihrer ersten Teilnahme 2006 das zweitbeste Ergebnis der Reservespielerinnen und die drittbeste Elo-Leistung aller Teilnehmerinnen, bei ihren weiteren Teilnahmen jeweils am Spitzenbrett 2008 und 2010 das drittbeste, 2012 das beste, sowie 2014 und 2016 das zweitbeste Ergebnis.
Außerdem gewann sie mit China die Mannschaftsweltmeisterschaften der Frauen 2007, 2009 und 2011, bei denen sie außerdem in der Einzelwertung eine Gold-, drei Silber- und eine Bronzemedaille gewann, den Schachwettbewerb der Frauen bei den Asienspielen 2010 und die Schachwettbewerbe bei den Hallen-Asienspielen 2007 und 2009.

## Vereine
In der chinesischen Mannschaftsmeisterschaft spielte Hou Yifan von 2005 bis 2011 für Shandong, mit denen sie 2007 und 2010 die Meisterschaft gewann, 2012 spielte sie für Jiangsu Taizhou. Am European Club Cup der Frauen nahm Hou Yifan 2007 mit South Ural Tscheljabinsk, 2008 mit Spartak Vidnoe und 2010 bis 2014 mit CE Monte Carlo teil. Sie gewann den Wettbewerb 2010, 2012 und 2013, in der Einzelwertung erreichte sie 2007 und 2010 am zweiten, 2013 und 2014 am ersten Brett das beste Ergebnis.
Seit der Saison 2017/18 ist sie sowohl im allgemeinen Spielbetrieb als auch im Spielbetrieb der Frauen für die Bundesligamannschaften der OSG Baden-Baden gemeldet und gewann mit dieser die Frauenbundesliga 2017/18 und die Bundesliga 2018/19. Hou gewann 2019 mit Guildford die britische Four Nations Chess League.

## Sonstiges
Seit 2018 hat sich Hou Yifan schrittweise vom Profi-Schach zurückgezogen, um sich auf ihre akademische Karriere zu konzentrieren. Einst sagte sie: »Ich will die Beste sein, aber ich will auch ein Leben haben«. Im Juli 2020 wurde Hou Yifan zur jüngsten Professorin in der Geschichte der Universität Shenzhen berufen. Am Institut für Sporterziehung der Fakultät für Bildungswissenschaften leitet sie die Schachakademie. Vor ihrer Anstellung als Professorin studierte Hou Yifan internationale Beziehungen an der Universität Peking und anschließend an der University of Oxford, als Rhodes Stipendiatin.